# Pierre de Nyert
Pierre de Nyert ( Bayonne 1597, París  1682 ), fue un maestro cantor francés.

## Biografía
Primer valet de cámara de Luis XIII y Luis XIV , fue enviado a Roma para perfeccionar su formación vocal. Aprende de los italianos el respeto por la prosodia natural, la buena dicción y la puesta en valor de las palabras, pero siguiendo el gusto francés con buen resultado el arte de entretejer todos estos elementos conservando una delamación justa y refinada.
Tuvo como alumnos a Michel Lambert, Anne de La Barre, Mademoiselle Hilaire y, probablemente, a B. de Bacilly. 
Pierre de Nyert fue un valet privado, título más que nada honorífico, pero que le permitía transmitir informaciones y rumores, incluyendo a aquellos que tuvieron la desgracia de desagradarle.